# Distretto di Sambalpur
Il distretto di Sambalpur è un distretto dell'Orissa, in India, di 928 889 abitanti. Il suo capoluogo è Sambalpur.